# Cerebral mikrodialys
Cerebral mikrodialys är en invasiv metod för att mäta den kemiska miljön lokalt i hjärnan. Metoden beskrevs 1974 och har sedan 1992 beskrivits som mätmetod inom neurointensiv-vården.
Principen för mätningen är diffusion över en dubbel-lumen-probe med ett semipermeabelt membran som placerats i hjärnparenkym och/eller cerebrospinalvätska. De två vanligaste membrantyperna släpper igenom till en storlek av 20 respektive 100 kDa. Proben perfunderas med en vätska som kemiskt motsvarar den normala interstitiella konstitutionen, dvs. den extracellulära vätskan, i hjärnan till en hastighet på ca 0,3-2 µl/minut. Dialysatet (dvs. vätskan som perfunderat proben) samlas upp med ett förutbestämt tidsintervall och analyseras därefter. Traditionellt har metabola biomarkörer analyserats, till exempel glukos, pyruvat och laktat. Membranen med 100 kDa kan dock även analysera större molekyler såsom proteiner. Proben kan både användas för analysera den kemiska miljön i anslutning till en hjärnskada, men även i frisk vävnad för att spegla den globala miljön i hjärnan. 
Användningsområden är framförallt i neurointensivvården av patienten med svåra traumatiska hjärnskador (TBI) respektive spontana blödningar (intracerebrala hematom och subaraknoidalblödningar). Med mikrodialys kan man till exempel avgöra om hjärnans metaboliter ligger på adekvata nivåer, till exempel cerebralt glukos. Mikrodialys kan också ge ledtrådar om patofysiologiska processer. Till exempel kan en hög laktat-/pyruvat-kvot stå för olika processer, beroende på nivåerna av respektive ämne. Vid högt laktat och lågt pyruvat talar det för ischemi, medan ett högt laktat och ett normalt pyruvat talar för adekvat blodtillförsel, men mitokondriell dysfunktion som bidrar till laktat-stegringen. 
Inom preklinisk forskning kan man med hjälp av mikrodialys t.ex. studera läkemedelskoncentrationer i hjärnparenkym och/eller cerebrospinalvätska. Koncentrationerna i dialysaten speglar då de obundna läkemedelskoncentrationerna på mätställena, dvs. den andel av läkemedlet som är fritt i hjärnans extracellulära vätska respektive cerebrospinalvätska och inte bundet till vävnad. En mikrodialysprob kan också placeras i blodbanan. Då den obundna koncentrationen i blodbanan jämförs med den från t.ex. hjärnparenkym kan läkemedlets transport över blod-hjärnbarriären utvärderas. Den första opioiden som studerades på detta sätt var oxikodon.